# Franz Alto Bauer
Franz Alto Bauer (* 1965) ist ein deutscher Christlicher Archäologe und Byzantinischer Kunsthistoriker.

## Leben
Franz Alto Bauer, Sohn des Kunsthistorikers Hermann Bauer, studierte von 1986 bis 1991 Spätantike und Byzantinische Kunstgeschichte, Klassische Archäologie und Alte Geschichte an der Universität München. 1993 wurde er bei Johannes G. Deckers mit einer Arbeit über die Inszenierung des Denkmals in den spätantiken Städten Rom, Konstantinopel und Ephesos promoviert. In den Jahren 1997 bis 2002 war er als Referent für Spätantike und Frühmittelalter an der Abteilung Rom des Deutschen Archäologischen Instituts tätig. Dort führte er verschiedene archäologische Dokumentations- und Grabungsprojekte durch. Von 1998 bis 1999 leitete er zusammen mit Michael Heinzelmann die Untersuchung der Bischofskirche in Ostia. 2001 wurde er an der Universität Basel mit einer Arbeit über das Bild der Stadt Rom im Liber Pontificalis habilitiert. Seit 2006 lehrt er als Professor für Spätantike und Byzantinische Kunstgeschichte an der Universität München. 
Bauer beschäftigte sich in seinen Arbeiten mit Formen der Inszenierung spätantiker Denkmäler, Statuenausstattung, städtischen Prozessionen, Pilgerwesen. Ein weiterer Forschungsschwerpunkt ist die architektonische, dekorative und auch liturgische Inszenierung des Heiligen im frühmittelalterlichen Westen. Er ist seit 2006 korrespondierendes Mitglied des Deutschen Archäologischen Instituts.
Bauer ist verheiratet mit der Althistorikerin Tanja Scheer.

## Schriften
Monographien
- Stadt, Platz und Denkmal in der Spätantike. Untersuchungen zur Ausstattung des öffentlichen Raums in den spätantiken Städten Rom, Konstantinopel und Ephesos. Zabern, Mainz 1996, ISBN 3-8053-1842-1.
- Das Bild der Stadt Rom im Frühmittelalter. Papststiftungen im Spiegel des Liber Pontificalis von Gregor dem Dritten bis zu Leo dem Dritten (= Palilia. Band 14). Reichert, Wiesbaden 2004, ISBN 3-89500-437-5.
- Gabe und Person. Geschenke als Träger personaler Aura in der Spätantike (= Eichstätter Universitätsreden. Band 116). Katholische Universität Eichstätt-Ingolstadt, Eichstätt 2009, ISBN 978-3-924109-39-4.
- Eine Stadt und ihr Patron. Thessaloniki und der Heilige Demetrios. Schnell & Steiner, Regensburg 2013, ISBN 978-3-7954-2760-3.
- Selbstarchäologie. Eine etwas andere Einführung in die Geisteswissenschaften. Herbert Utz Verlag, München 2019, ISBN 978-3-8316-4705-7 (Digitalisat einer gekürzten Fassung).
- Frei Vicente do Salvador: Geschichte Brasiliens (1500–1627). Eingeleitet, übersetzt und mit Anmerkungen versehen. Schnell & Steiner, Regensburg 2023, ISBN 978-3-7954-3884-5.
- Phidias in Konstantinopel? Reale und virtuelle Präsenz eines Künstlers und seines Kunstwerks (= Ananeosis. Band 1). Schnell & Steiner, Regensburg 2024, ISBN 978-3-7954-3920-0 (Open Access).

Herausgeberschaften
- mit Norbert Zimmermann: Epochenwandel? Kunst und Kultur zwischen Antike und Mittelalter. Zabern, Mainz 2001, ISBN 3-8053-2703-X.
- Visualisierungen von Herrschaft. Frühmittelalterliche Residenzen: Gestalt und Zeremoniell. Internationales Kolloquium 3./4. Juni 2004 in Istanbul (= Byzas. Band 5). Ege Yayınları, Istanbul 2006, ISBN 975-8071-26-2.
- mit Christian Witschel: Statuen in der Spätantike. Reichert, Wiesbaden 2007, ISBN 978-3-89500-576-3.